# Staatscommissie-Bos (1913)
De Staatscommissie-Bos (of: pacificatiecommissie) was een Nederlandse staatscommissie, op 31 december 1913 ingesteld door het kabinet-Cort van der Linden, die een oplossing moest formuleren voor de onderwijskwestie: de regeling van de subsidiëring van het bijzonder onderwijs. De staatscommissie-Bos, die geheel uit Kamerleden bestond, kwam in 1917 met een compromistekst (de 'pacificatie'), waarmee er gelijkstelling kwam bij de bekostiging door de overheid van scholen voor openbaar en bijzonder onderwijs. De herziening van de Grondwet kwam in 1917 tot stand.

## Samenstelling
De commissie bestond uit zeven fractievoorzitters en zeven onderwijsspecialisten uit de Tweede Kamer. Voorzitter was de vrijzinnig-democratische fractievoorzitter in de Tweede Kamer, Dirk Bos. Alexander Frederik de Savornin Lohman (fractievoorzitter CHU) was ondervoorzitter. Jhr.mr. C. Feith trad op als secretaris van de Staatscommissie.
| Lid                                   | Functie               | Politieke kleur |
| ------------------------------------- | --------------------- | --------------- |
| Willem Hendrik de Beaufort            | onderwijswoordvoerder | vrij-liberaal   |
| Dirk Bos                              | fractievoorzitter     | VDB             |
| Theodore Matthieu Ketelaar            | onderwijswoordvoerder | VDB             |
| Klaas ter Laan                        | onderwijswoordvoerder | SDAP            |
| Theodoor Herman de Meester            | fractievoorzitter     | Liberale Unie   |
| Jan van der Molen Tzn.                | onderwijswoordvoerder | ARP             |
| Wiel Nolens                           | fractievoorzitter     | RKSP            |
| Antonie Roodhuyzen                    | onderwijswoordvoerder | Liberale Unie   |
| Alexander Frederik de Savornin Lohman | fractievoorzitter     | CHU             |
| Pieter Jelles Troelstra               | fractievoorzitter     | SDAP            |
| Map Tydeman                           | fractievoorzitter     | vrij-liberaal   |
| Rienk van Veen                        | onderwijswoordvoerder | CHU             |
| Coenraad van der Voort van Zijp       | fractievoorzitter     | ARP             |
| Antonius van Wijnbergen               | onderwijswoordvoerder | RKSP            |